# Mai-Britt Vingsøe
Mai-Britt Vingsøe Hauggård (født 6. februar 1970 i Tårnby) er en dansk radio- og tv-vært og tidligere sanger og model. Hun deltog som vært i adskillige fjernsynsprogrammer op igennem 1990'erne, og i slut 90'erne var hun med i musikgruppen Los Umbrellos.
I dag er hun radiovært på Nova FM. Ved siden af sit job som radiovært hos Nova, har hun egen fodklinik. 

## Karriere
Hun blev uddannet kontorassistent i 1989 og startede i 1990 en karriere som fotomodel. I perioden som fotomodel medvirkede hun i flere reklamefilm. 
Tv-karrieren begyndte i 1994 på TV3 som bikini-pige i showet Mand O Mand. I 1995 var hun med på TV3's Fangerne på Fortet. I 1998 var hun vært på DR2 på computerprogrammet Download, og fra 1999 har hun været ansat ved TV3, hvor hun har lavet programmer som Det' bare danske mænd, Kløcker & Vingsøe, Modeljagten, Den eneste ene og senest Fra skrot til slot og Priskrig og Min fede familie.
Hun var en overgang professionel sanger i musikgruppen Los Umbrellos, der var et projekt af Kenneth Bager. Los Umbrellos eneste album Flamenco Funk blev udsendt i 1998. Gruppen hittede med sangen "No Tengo Dinero" der gik ind som #33 på den engelske singlehit-liste året forinden.
Hun laver pt. radio på Nova FM hvor hun sammen med Dennis Ravn, og Signe Krarup er vært på morgenprogrammet GO'NOVA, som bl.a. har vundet prisen Prix Radio Årets Morgenshow og Ekstra Bladets Gyldne Mikrofon.

## Privatliv
Hun var tidligere gift med racerkøreren Jason Watt, med hvem hun har tvillinger. I 2007 blev hun gift med Brian Andersen med hvem hun i 2008 fik en datter. Parret blev skilt i 2015. Hun er p.t. (år 2021) bosiddende i Stenløse. I august 2019 blev hun gift Ole Hauggård. De blev skilt igen i november 2022